# 哈瓦利
哈瓦利 (阿拉伯语：‎) 是科威特哈瓦利省的首府。